# Château de Duras (France)
Pour les articles homonymes, voir Duras.
Ne doit pas être confondu avec Château de Duras (Belgique).
Le château de Duras se situe dans la commune de Duras, dans le département de Lot-et-Garonne et la région Nouvelle-Aquitaine. Il est classé monument historique en 1970.

## Histoire

### Origine de Duras
L'origine de l'occupation du site se trouve à l'église de Saint-Ayrard, aujourd'hui disparue, qui était située à 1 200 m du château. L'église est donnée en 977 à l'abbaye de La Réole par Gombaud, évêque de Vasconie, et Sanche, son père, duc de Gascogne. En 1087 Bertrand de Taillecavat donne le quart de l'église de Saint-Ayrard à l'abbaye de La Réole. En 1127 le prieuré de Saint-Ayrard ou une villa est détruite par le vicomte de Besamont qui est probablement le vicomte de Bezaume. Il fait alors construire une maison et une chapelle sur le site actuel de Duras. Une charte de 1233 attribue au prieur de La Réole les droits sur la ville de Duras qu'il possédait sur le prieuré de Saint-Ayrard. Cette charte est signée par Géraud de Malemort, archevêque de Bordeaux, Raymond, évêque d'Agen, et Guillaume de Bouville, seigneur de Duras.
Le premier château de Duras date du XIIe siècle, construit sur un piton rocheux surplombant la vallée du Dropt. Le château a appartenu à la famille de Bouville. Celle-ci a perdu en 1254 les vicomtés de Benauges et de Bezaume saisies par Henri III après la révolte des seigneurs gascons. Il les transmit à son fils, le futur Édouard Ier.

### La famille de Got, la construction du château de Duras et sa transmission à la famille de Durfort
Il est devenu la propriété de Gaillard de Got, frère de Bertrand de Got, le pape Clément V, probablement par don du roi d'Angleterre qui souhaitait avoir la famille du pape parmi ses fidèles.
Deux modes de transmission par héritage du château de Duras à Marquèse de Got et la famille de Durfort ont été décrits :
- D'après La Chesnaye des Bois, Gaillard de Got prévoit de transmettre le château de Duras à sa nièce Marquèse de Got dans le testament qu'il fait le 16 janvier 1305[4].
- D'après les Annales de Toulouse[5], Bertrand de Got, fils d'Arnaud Garcie de Got, frère du pape Clément V, vicomte de Lomagne et d'Auvillar, est ensuite seigneur de Duras. Grâce à l'argent donné par son oncle Clément V il a fait reconstruire le château à partir de 1308. De son mariage avec Béatrix de Lautrec il a eu une fille, Régine (ou Reine) de Got. Celle-ci est mariée, encore mineure, avec Jean Ier d'Armagnac, en 1324. Dans son testament rédigé en mai 1324 il fait de sa fille unique son héritière universelle mais prévoit une clause de substitution si elle n'a pas d'enfant de son mariage. Bertrand de Got meurt en 1324. Régine de Got meurt un an plus tard sans enfant. Elle a fait son testament en faisant de son mari son héritier universel et prévoyant une clause qu'il héritait « avec ses enfants mâles qui seraient procréés de son propre corps avec quelque femme que ce fut ». L'oubli de la substitution va conduire à des oppositions avec ceux qui auraient dû hériter. La substitution prévoyait que les châteaux de Duras, Puyguilhem, Allemans et Monségur reviennent à Marquèse de Got, sœur de Bertrand de Goth, mariée à Arnaud II de Durfort, seigneur de Bajaumont[6], seigneur de Clermont-Dessus, seigneur de Fenouillet et de Gagnac depuis l'achat de ses seigneuries en 1310[7], mort en 1324, puis à leur fils Aymeric Ier de Durfort.

Philippe Lauzun indique que dans un acte du roi d'Angleterre Édouard II, le 16 janvier 1312, Bertrand de Got est qualifié de seigneur de Duras et de Blanquefort. Gaillard de Got a été tué le 23 novembre 1305, à Lyon, peu après le sacre de son frère, dans une rixe opposant des Gascons à des gens des cardinaux italiens. À partir de cette date c'est Bertrand de Got qui est qualifié de seigneur de Duras. Après la mort de Régine de Got, les Durfort vont demander l'application des substitutions prévues dans le testament de Bertrand de Got. En 1327, probablement à la demande d'Alphonse de La Cerda (1289-1327) dit Alphonse d'Espagne, seigneur de Lunel, lieutenant du roi en Languedoc dans la guerre de Gascogne, le roi de France souhaitant un accord avec le comte d'Armagnac obtient que ce dernier conserve les vicomtés de Lomagne et d'Auvillar et que les Durfort aient la jouissance des châteaux dont celui de Duras.

### AymericIerde Durfort
Aymeric Ier de Durfort est seigneur de Duras, de Puyguilhem, de Monségur, d'Allemans, de Blanquefort. Il est d'abord l'allié du roi de France dans la campagne du maréchal de Trie. En récompense, il reçoit en juillet 1328 la justice et le château de Lacour. En 1336, il passe un accord avec le comte d'Armagnac concernant la succession de son oncle, Jean de Durfort, seigneur de Flamarens, avec les terres de Mongaillard et de Durance. En octobre 1336, il conclut un autre accord avec Philippe VI de Valois ratifiant l'accord passé en 1327 par son père qui renonce aux vicomtés de Lomagne et d'Auvillars. Il reçoit en échange les terres de Villandraut et de Blanquefort. Il s'oblige à remettre au roi de France son château de Duras si la guerre reprend avec le roi d'Angleterre. Mais il semble qu'il soit passé au service du roi d'Angleterre en 1338. Deux ans plus tard il revient dans la fidélité au roi de France. En 1345, Édouard III décide de reprendre la Guyenne et envoie le comte de Derby qui entreprend le siège de Bergerac au cours duquel Aymeric de Durfort meurt de ses blessures. Le château de Duras est pris par les Anglais d'après Jean Favre, mais Froissart ne le cite pas parmi les châteaux pris mais il est probablement occupé par les Anglais.

### Gaillard (ou Galhard)Ierde Durfort
La position des seigneurs de Duras dans le conflit est fluctuante. Le 26 novembre 1345, le comte de Derby, au nom du roi d'Angleterre, donne Gaillard (ou Galhard) Ier de Durfort, « en récompense des services signalés qu'il vient de lui rendre en lui facilitant la soumission, non seulement de nombreux châteaux, villes et localités de la région, mais celle de plusieurs seigneurs », le château et la seigneurie de Blanquefort. Il est fait baron de Duras. Dans une lettre datée de Calais le 2 juin 1347, Édouard III remercient dix seigneurs gascons pour leur fidélité : Pommiers, Fossat de Thouars, Fronsac, Grailly de Benauges, sire d'Albret, Castillon-Médoc, Durfort de Duras, Durfort de Frespech, Lescun, Lesparre. Mais 7 ans plus tard on le retrouve au service du roi de France qui s'est engagé de lui payer 1 200 livres par an pour les pertes qu'il a subies à la suite de la saisie de ses terres données à Bernard Ezy V d'Albret (1295-1358). Il a peut-être participé à la bataille de Poitiers car il est dit que quand le roi Jean II le Bon est emmené prisonnier à Bordeaux sous la surveillance du prince de Galles, le baron de Duras l'accompagne avec d'autres seigneurs gascons. Le 10 avril 1356, le prince de Galles ordonne à Auger de Montaut, seigneur de Mussidan, de se dessaisir de la seigneurie de Blanquefort et de la rendre à Gaillard de Durfort à qui elle appartenait avant sa révolte. Il meurt en 1357. Sa veuve, Marguerite de Caumont, tutrice de ses enfants, rend hommage la même année au sire d'Albret.

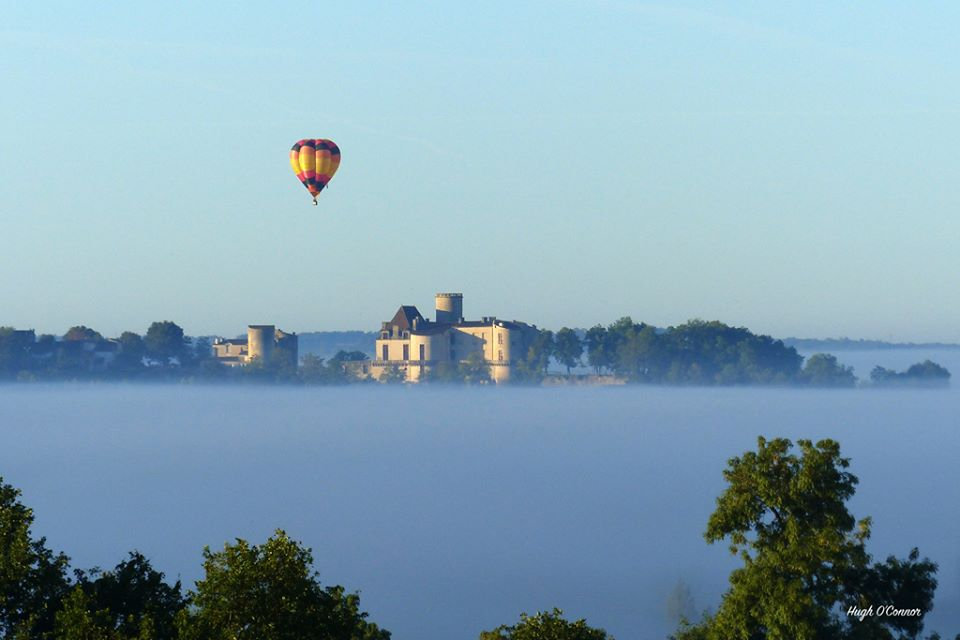
Château de Duras sous la brume, en 2015.

### Gaillard II de Durfort et incendie du château de Duras en 1377
Le 6 juillet 1358, le roi d'Angleterre confirme au seigneur de Duras les libéralités faites par le prince de Galles avec les donations de Blanquefort, d'Eyzines, de Bruges, de cinq paroisses de Sainte-Foy, des bastides de Beaumont, Molières, Miramont, Castelsagrat... Gaillard II rend hommage au prince de Galles dans la cathédrale de Bordeaux pour les seigneuries de Blanquefort et de Duras, en 1364. Même cérémonie en 1371. Il se marie la même année avec Éléonore de Périgord, sœur d'Archambaud IV de Périgord. La guerre reprend. Charles V envoie une armée sous les ordres du duc d'Anjou et de Du Guesclin. Ils mettent le siège devant Bergerac le 22 août 1377. Thomas Felton, sénéchal de Bordeaux, envoie une troupe pour aider Bergerac. Cette troupe tombe sur l'armée française le 1er septembre 1377, près d'Eymet. Elle est battue et les seigneurs de Duras, Mussidan, Langoiran, Rauzan sont faits prisonniers ainsi que Thomas Felton. Le duc d'Anjou leur accorde la liberté s'ils prêtent serment de rester fidèles au roi de France. Mais Gaillard II n'ayant pas respecté son serment, le duc d'Anjou décide de prendre ses terres. Il met le siège devant Duras le 18 octobre 1377. Le siège a duré six jours. Le château pris, il est incendié et le duc d'Anjou a décidé de le faire détruire. Toutes les terres de Gaillard II de Durfort sont saisies par le roi de France. Le château n'a pas été détruit mais confié à la garde d'Hervé de Lesonencens. Par une lettre datée du 25 juillet 1389, le duc de Berry demande à Louis de Sancerre, maréchal de France, de remettre le château et la terre de Duras au sire d'Albret. Gaillard II de Duras ayant perdu tous ses domaines s'est réfugié à Bordeaux depuis 1377 jusqu'à sa mort, probablement en 1395.

### Gaillard III de Durfort
En 1395, Charles VI rend à Gaillard III de Durfort la seigneurie de Duras et la plupart de ses terres alors qu'il est au service du roi d'Angleterre. Henri IV le nomme sénéchal de Guyenne en 1399, jusqu'en 1415. Il est qualifié de seigneur de Blanquefort et de Duras. Le 18 mai 1423, Henri VI lui donne la prévôté de Bayonne et le nomme sénéchal des Landes. Jean Favre écrit, sans preuves, qu'il est passé au service du roi de France avec le comte d'Armagnac ce qui aurait conduit le duc de Bedford à s'emparer du château de Duras en 1424. On ne sait pas à quelle date il est mort. De son mariage avec Jeanne de Lomagne, il a eu deux fils, Jean Gaillard et Médard. 

### Gaillard IV de Durfort. Saisie du château de Duras par le roi de France en 1453 et sa restitution en 1476
Jean Gaillard, qualifié de seigneur de Duras, est mort à Bordeaux en 1425. Il a été marié avec Juliette de La Lande, morte avant le 4 juin 1444. De ce mariage est né Gaillard IV de Durfort. Il est nommé le 18 mai 1439 prévôt de Bayonne. La même année il passe un accord de non agression avec Gaston IV de Foix. Le 30 octobre 1450, devant son château de Blanquefort, le sire d'Albret tenant pour le roi de France bat les milices bourgeoises de Bordeaux. En 1445, il est en Angleterre et Henri IV lui donne des lettres de protection et de sauvegarde. Il est nommé conseiller du roi d'Angleterre à Bordeaux le 4 février 1451. Le 21 mars, il est bourgeois de Bordeaux. Le 13 décembre 1451 il passe un accord de secours avec Charles II d'Albret. En 1453, il tient toujours pour le roi d'Angleterre. Il résiste au siège qui est fait de son château de Blanquefort par les troupes françaises. Il doit se rendre après la prise de Bordeaux par Charles VII, le 19 octobre 1453. Il est condamné au bannissement perpétuel et tous ses biens sont saisis. La terre de Duras est donnée au seigneur du Lau et celle de Blanquefort au comte de Dapmartin. Gaillard IV de Durfort se retire en Angleterre. En 1461 il entre dans les conseils du roi. Il est nommé gouverneur de Calais en 1470, chambellan du roi d'Angleterre et chevalier de l'ordre de la Jarretière. En 1472, il fait partie d'un complot contre le roi de France avec le duc de Bourgogne et de duc de Guyenne. Gaillard de Durfort débarque à Brest avec une petite armée, mais l'entreprise doit s'arrêter à la suite de la mort du duc de Guyenne. Le 28 juillet 1473, Édouard IV lui donne la seigneurie de Lesparre en Guyenne. Après la signature du traité de Picquigny qui marque la fin de la guerre de Cent Ans, Louis XI fait vœu de clémence et de pardon. Il rétablit Gaillard IV de Durfort dans ses seigneuries de Blanquefort et de Duras par lettres de juin 1476, vérifiées par les parlements de Paris et de Bordeaux le 24 juin et à la Chambre des Comptes le 29 juillet. Il s'est marié avec Anne de la Pole, fille du duc de Suffolk dont il a eu quatre enfants dont Aymeric de Durfort mort avant son père, Jean de Durfort (vers 1450-12 avril 1520), seigneur de Duras, et Georges de Durfort dit le Cadet de Durfort à la grande barbe (mort en 1525). Il est décédé en 1481.
Entre 1453 et 1476, le château de Duras a été tenu par Antoine de Chastelneuf, seigneur de Lau, puis Jehan de Segur, captal de Pychagut et seigneur de Pardaillan, enfin par Antoine de Monfaucon.

### Après 1476

#### La famille de Durfort-Duras
La famille de Durfort a gardé le château jusqu'à la Révolution.
- Jean de Durfort (mort le 12 avril 1520),
- François Armand de Durfort (vers 1494-mort 2 jours avant la bataille de Pavie), seigneur de Blanquefort et de Duras,
- Armand de Durfort, sans descendance,
- Symphorien de Durfort (vers 1523-mort le 12 mars 1563), seigneur de Blanquefort et de Duras. Capitaine calviniste dès 1560, il prend Clairac, Tonneins, Marmande, pille Saint-Macaire et menace Bordeaux en 1562. Blaise de Monluc vient au secours de Bordeaux, laisse ses soldats massacrer les défenseurs de Monségur et vient mettre le siège devant le château de Duras le 2 août 1562. Jeanne d'Albret qui se trouvait dans le château l'avait quitté avant qu'il soit investi. Il a commandé les troupes protestantes à la bataille de Vergt, le 9 octobre 1562, qu'il a perdue et où 2 000 de ses hommes ont perdu la vie. Il est tué au siège d'Orléans.
- Jean de Durfort (mort 1587), vicomte de Duras, sans descendance. Il aurait été présent avec son frère au massacre de la Saint-Barthélemy et n'aurait été sauvé qu'en devenant catholique tout en restant attaché à Henri de Navarre qui le nomme gouverneur de Casteljaloux en 1579. Il se bat en duel avec le vicomte de Turenne le 15 mars 1579 à Agen. Le vicomte de Turenne est blessé et accuse Jean de Durfort de duplicité. Le maréchal de Biron relate une tentative de prise du château de Duras par les protestants le 31 octobre 1579. Il a fait son testament le 25 février 1584. Il était marié avec Marguerite de Gramont, fille d'Antoine de Gramont, vicomte d'Aure et d'Aster, dame d'honneur de Marguerite de Navarre dont Catherine de Médicis juge la vie scandaleuse et la chasse de Paris après l'affaire du Louvre, le 7 août 1583. Elle est à Agen en mars 1585 où elle a exercé une grande influence sur Marguerite de Navarre la poussant dans le parti de la Ligue catholique et la révolte. À la demande de Marguerite de Navarre, Jean de Durfort va chercher un appui auprès de Philippe II, sans résultat. Il s'enrôle dans l'armée de la Ligue et est tué en février 1587 à Saint-Seurin-sur-l'Isle.
- Jacques de Durfort (baptisé le 21 février 1547-3 avril 1626), comte de Rauzan, baron de Villandraut en 1599, conseiller d'État et marquis de Duras en 1609, baron de Blanquefort, seigneur de Pujols.
- Guy Aldonce Ier de Durfort (1er juin 1605-8 janvier 1665), comte de Lorges et de Rauzan, marquis de Duras, seigneur de Blanquefort, réprime la révolte des croquants en 1636. Il fait réparer son château de Duras en 1651. Il est marié à Élisabeth de La Tour d'Auvergne. Dans son testament du 30 mai 1662 il manifeste son intention d'être enterré dans le temple protestant de Duras.
- Jacques Henri de Durfort (9 octobre 1625-12 octobre 1704), 1er duc de Duras, gouverneur de Franche-Comté (1674-1704), maréchal de France le 30 juillet 1675. Il devient catholique en 1668.
- Jacques Henri II de Durfort (29 décembre 1670-septembre 1697), 2e duc de Duras,
- Jean-Baptiste de Durfort (28 janvier 1684-8 juillet 1770), 3e duc de Duras, maréchal de France le 11 février 1741, élevé à la pairie en 1756,
- Emmanuel-Félicité de Durfort (19 septembre 1715-6 septembre 1789), 4e duc de Duras.
- Emmanuel-Céleste de Durfort (18 août 1741-20 mars 1800), 5e duc de Duras, il émigre en Allemagne en 1792 où il combat dans l'armée des émigrés puis se retire en Angleterre et meurt à Londres.
- Amédée-Bretagne-Malo de Durfort, 6e duc de Duras (5 avril 1771–1er août 1838). Il est rayé de la liste des émigrés le 15 novembre 1807. Il a racheté le château de Duras le 27 juin 1807. Le trouvant trop loin de Paris, il a acheté le château d'Ussé. Au retour des Bourbons il devient premier gentilhomme de la Chambre. Son épouse, Claire de Kersaint, a été une amie de François-René de Chateaubriand. Il a eu deux filles de son mariage :
- Claire Louise Augustine Félicie Maclevie de Durfort, mariée en premières noces à Charles Henri Léopold de la Trémoille, prince de Talmont, fils d'Antoine-Philippe de La Trémoïlle, puis en secondes noces avec Auguste du Vergier de La Rochejaquelein.
- Claire Henriette Philippine Benjamine de Durfort, mariée Henri-Louis de Chastellux, duc de Rauzan.
- Guy Aldonce II de Durfort (22 août 1630-22 octobre 1702), duc de Lorges, maréchal de France.
- Le château a suscité beaucoup de convoitise pendant les guerres de Religion. Il a été un temps un bastion protestant et Jeanne d'Albret en fit même pendant quelque temps son siège. Au XVIIe siècle, c'est la résidence des Durfort, ducs de Duras. C'est à cette époque que le château de Duras est transformé en demeure de plaisance à laquelle s'ajoutent des jardins à la française. Le premier duc de Duras, Jacques Henri de Durfort, entreprend dans le dernier quart du XVIIe siècle la reconstruction de tous les corps de logis. Les communs sont couverts par une terrasse qui forme une cour d'honneur après la porte d'entrée. On ne connaît pas les dates exactes des travaux de construction. Jean-Baptiste de Durfort fait construire le corps de logis de l'entrée, dit le petit château, au début du XVIIIe siècle. Des plans de Robert de Cotte non datés présentent des projets d'une avant-cour avec une orangerie, une chapelle et des écuries probablement aménagés dans les années 1730. La grande salle du château accueille 1 300 personnes pour une cérémonie religieuse en 1738. Emmanuel-Félicité de Durfort ne semble pas avoir fait de travaux importants dans le château.
- Après l'émigration du duc de Duras en Allemagne, le château de Duras est déclaré bien national. Ses portes sont forcées et le château est pillé. Le citoyen Joseph Lakanal, député extraordinaire de la Convention pour les départements du Lot, de Lot-et-Garonne, de la Gironde et de la Dordogne, fait démolir les tours du château pour employer les pierres à la construction d'écluses sur le Dropt. Les biens sont vendus en novembre 1793, sauf le château qui est resté la propriété de l'État jusqu'en 1807. Il est mis en vente le 20 juin 1807. Il est racheté le 27 juin pour 4 575 francs par le dernier duc de Duras revenu en France. Il rachète aussi les métairies de Lagarde et de la Fougassière.
- Le château de Duras est passé par mariage dans la famille de Chastellux. Henri Paul César de Chastellux, arrière-petit-fils du dernier duc de Duras, en est propriétaire en 1864. Il vend le château le 20 novembre 1883 à Jean-Baptiste Joseph François Aureille, curé-archiprêtre de Duras. Il voulait transformer le château, faire de la salle des maréchaux l'église de Duras, installer le presbytère et des écoles libres de garçons et de filles dans l'ancien corps de logis. La mort du curé en 1900 a arrêté ce projet de transformation. Le château passe ensuite entre plusieurs propriétaires. Le château se dégrade.
- En 1969, il est racheté par la commune de Duras qui le fait classer et entreprend sa restauration. La toiture de l'aile est rétablie en 1975. Les sous-sols sont restaurés dans les années 1980-1990.

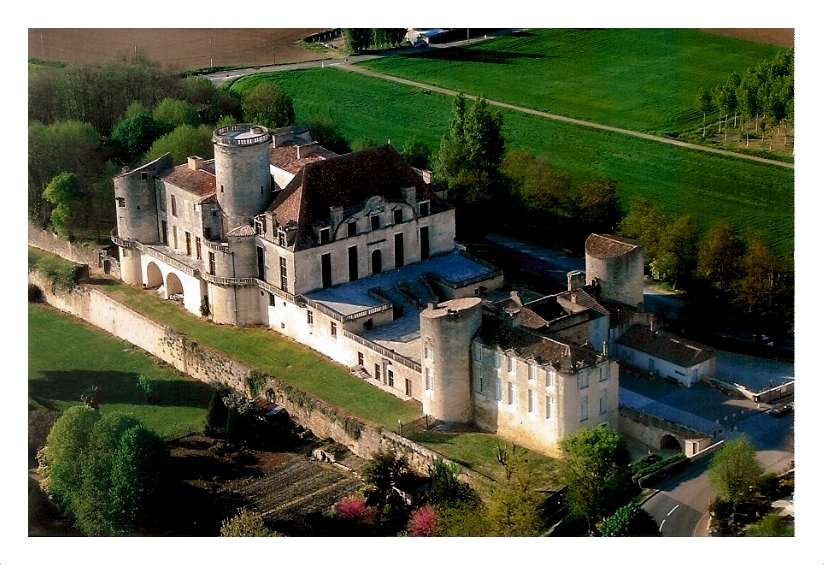
Vue aérienne en 2009.

### Classement au titre des monuments historiques
D'abord inscrit au titre des monuments historiques le 7 juillet 1948, il est classé en partie le 6 novembre 1970 puis le 14 février 1989 pour le château, le petit château et la cour d'honneur. L'arrêté du 3 mai 2002 classe le château « avec tous les bâtiments qui le composent, ainsi que ses cours, garenne et terrasses et leurs murs de soutènement »,.
En 2002, le château est classé site majeur d'Aquitaine.

## Devise
- Si ell dur, yo fort : S'il (le château) est dur, moi je suis fort. Cette formule est extraite d'un poème écrit par Mosen Jaume Febrer sur Raymond de Durfort qui a participé à la conquête de Valence en 1238[15],[16]. D'où le nom de Durfort, seigneurs de Duras.

## Architecture

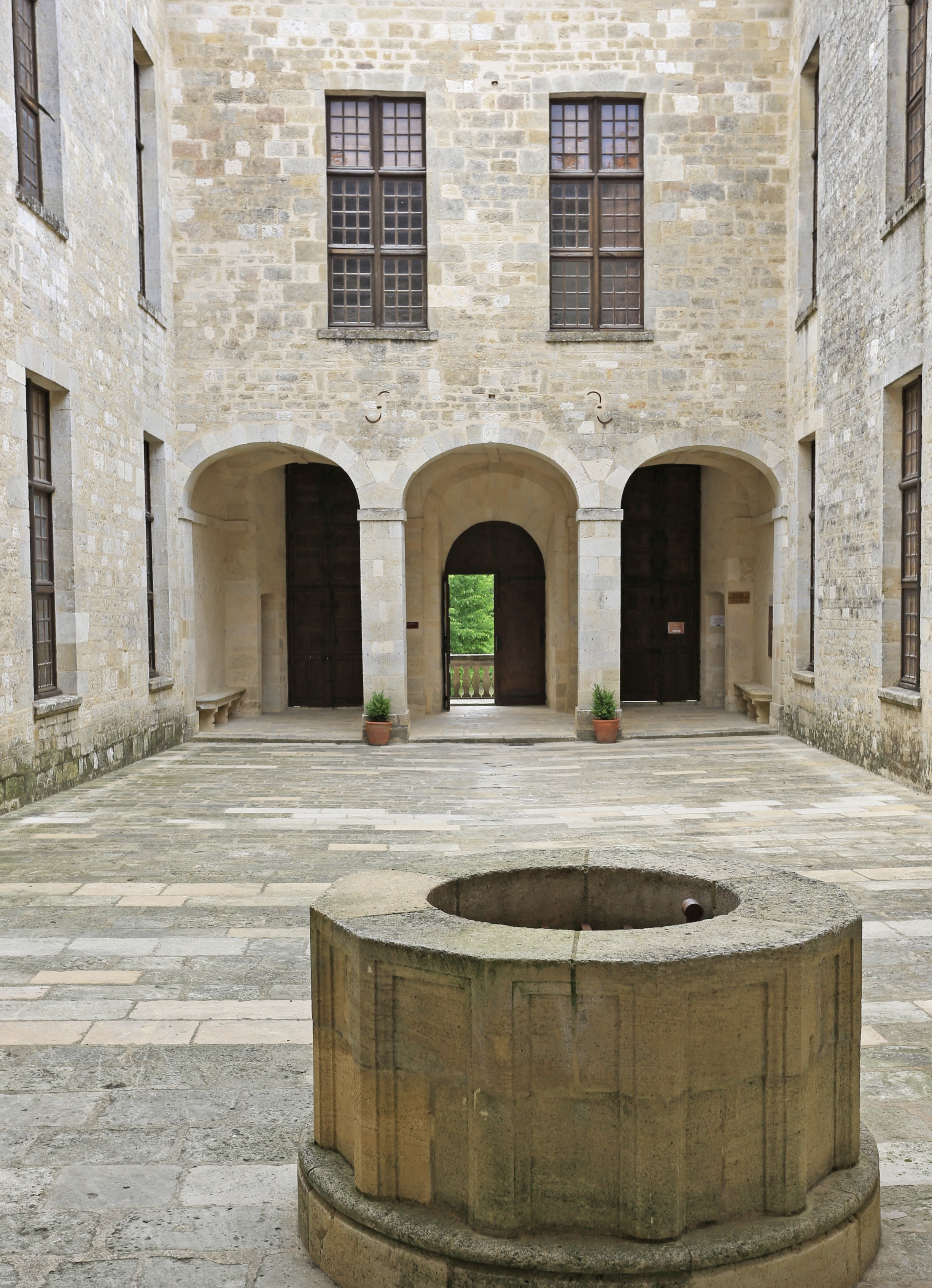
Cour intérieure du château de Duras, en 2014.

Le bâtiment qui constitue le corps principal est un quadrilatère flanqué de quatre tours rondes aux angles. Lors des travaux effectués au XVIIe siècle deux corps de logis à galeries superposées sont édifiés sur les soubassements existants formant les côtés nord et sud d'une cour intérieure. Des fenêtres à meneaux, des balcons à balustres, une porte à bossages constituent un décor assez simple.
L'ancienne basse-cour du XIVe siècle par sa tour d'angle, qui abrite un oratoire orné de panneaux en stuc, est contiguë au petit château placé au sud de l'avant-cour du château.
Le petit château dont deux pièces ont conservé des cheminées ornées renferme un appartement du XVIIe siècle.
Sont aussi notables la glacière, la cuisine, la charpente et en extérieur la courtine, les terrasses et leurs murs de soutènement.

## Remeublement du château
Depuis 2016, le Mobilier national et la commune de Duras collaborent pour remeubler les intérieurs du château de Duras. La thématique retenue découle des époques les plus présentes dans l'architecture de la demeure : Moyen Age et Grand Siècle. Les styles choisis pour le mobilier sont en conséquence le "néo-gothique" et le "Louis XIV". Ont été remeublés la grande salle des maréchaux, la grande salle à manger, la salle de billard, le salon de compagnie, la petite salle à manger et les deux chambres ducales. Deux personnalités marquantes de l'histoire du château sont évoquées : le premier maréchal de Duras et Claire de Kersaint, duchesse de Duras, amie de Chateaubriand.
On peut y voir notamment une pendule en marqueterie Boulle, des tables marquetées de style Louis XIV, une verdure d'Aubusson du XVIIIe siècle sur le thème de la fable de La Fontaine, "Les Grenouilles demandant un roi", des tapis d'Aubusson d'époque Empire et Restauration, des tapisseries d'Abbeville aux armes de France tissées sous Charles X, un ensemble de sièges de billard néo-gothiques versés au Mobilier national par le Sénat et un ensemble en acajou de style Troubadour contemporain de la duchesse de Duras. Des rideaux et des portières conformes au goût du temps ont été mis en place.